# ریچارد کریستی
ریچارد کریستی (انگلیسی: Richard Christy؛ زادهٔ ۱ آوریل ۱۹۷۴) طبل‌زن، کمدین، آهنگساز، مجری رادیو، کارگردان فیلم، و بدل‌کار اهل ایالات متحده آمریکا است. وی از سال ۱۹۹۲ میلادی تاکنون مشغول فعالیت بوده است.
از فیلم‌ها یا برنامه‌های تلویزیونی که وی در آن نقش داشته است می‌توان به هارولد و کومار فرار از خلیج گوانتانامو، نگهبانان کهکشان نسخه. ۲ اشاره کرد.